# Lycianthes neglecta
Lycianthes neglecta är en potatisväxtart som först beskrevs av Michel Félix Dunal, och fick sitt nu gällande namn av A. Lourteig. Lycianthes neglecta ingår i Himmelsögonsläktet som ingår i familjen potatisväxter. Inga underarter finns listade i Catalogue of Life.